# Masayuki Suzuki (chanteur)
Pour les articles homonymes, voir Masayuki Suzuki et Suzuki (homonymie).
 (juillet 2021).
Si vous disposez d'ouvrages ou d'articles de référence ou si vous connaissez des sites web de qualité traitant du thème abordé ici, merci de compléter l'article en donnant les références utiles à sa vérifiabilité et en les liant à la section « Notes et références ».
Masayuki Suzuki (鈴木 雅之, Suzuki Masayuki), né le 22 septembre 1956 à Ōta, Tokyo, est un chanteur japonais connu en tant qu'ancien membre de Rats & Star (anciennement Shanels). Il est aussi appelé "Le roi des chansons d'amour du Japon". Ses marques de fabrique sont des lunettes de soleil et une moustache, et il est surnommé "Martin".

## Biographie
Suzuki est né à Tokyo le 22 septembre 1956. Sa sœur Kiyomi Suzuki est également musicienne. Il est devenu célèbre en tant que membre du groupe Rats & Star (anciennement connu sous le nom de Shanels), qui a commencé ses activités en 1975. Son premier single "Runaway" est sorti en 1980. Il poursuivra ses activités musicales en solo après la dissolution de Rats & Star en 1996.
En 2019, il a chanté "Love Dramatic", le thème d'ouverture de l'animé Kaguya-sama: Love is War. En 2020, il a chanté "DADDY! DADDY! DO!" avec Airi Suzuki, le thème d'ouverture de la deuxième saison de l'animé.

## Discographie

### Albums studio
- 1986 : Mother of Pearl
- 1988 : Radio Days
- 1989 : Dear Tears
- 1990 : Mood
- 1992 : Fair Affair
- 1993 : Perfume
- 1994 : She See Sea
- 1997 : Carnival
- 2001 : Tokyo Junction
- 2004 : Shh...
- 2005 : Ebony & Ivory
- 2019 : Funky Flag
- 2020 : All Time Rock 'n' Roll

### Compilations
- 1991 : Martini
- 1995 : Martini II
- 2000 : Medium Slow
- 2003 : Martini Blend
- 2008 : Martini Duet

### Albums live
- 2001 : Soul Legend
- 2011 : Discover Japan
- 2014 : Discover Japan II
- 2017 : Discover Japan III

### Single/EP et inédits
- 1986 : Garasu goshi no Natsu
- 1987 : Liberty
- 1988 : Dry·Dry
- 1988 : Guilty
- 1988 : Long Run
- 1989 : Love over time
- 1989 : Wakare no Machi
- 1989 : Watashi no Negai
- 1990 : Private Hotel
- 1990 : Bayside Serenade
- 1991 : Tatoe Kimi ga Doko e Ikou tomo
- 1991 : FIRST LOVE
- 1991 : COME ON IN
- 1992 : Mou Namida wa Iranai
- 1993 : Koibito
- 1993 : MIDNIGHT TRAVELER
- 1994 : Chigau, Sou janai
- 1994 : Yume no Mata Yume
- 1995 : Adam na Yoru
- 1996 : Shibuya de Go-ji
- 1996 : Byakuya ~Hanashitakunai~
- 1997 : Kimi ga Kimi de Aru Tame ni
- 1998 : DUNK
- 1999 : SO LONG
- 1999 : Still live in my heart
- 2003 : Boy, I’m gonna try so hard
- 2004 : Korekara
- 2004 : Kimi wo Daite Nemuritai
- 2005 : Sono Ai no Motoni (With your love)
- 2019 : Love Dramatic
- 2020 : DADDY ! DADDY ! DO !
- 2022 : GIRI GIRI
- 2022 : Love is Show